# Nazionale femminile di pallanuoto degli Stati Uniti d'America
La nazionale di pallanuoto femminile statunitense è la rappresentativa pallanuotistica degli Stati Uniti d'America in campo femminile nelle competizioni internazionali. Viene controllata dalla USA Water Polo, la branca della United States Aquatic Sports che gestisce la pallanuoto nel paese.
È una delle squadre di punta nel mondo della pallanuoto femminile: ha conquistato tre ori ai Giochi olimpici ed è salita ininterrottamente sul podio da Sydney 2000 a Tokyo 2020. È anche la squadra più titolata al mondo, potendo vantare otto titoli mondiali (2003, 2007, 2009, 2015, 2017, 2019, 2022 e 2024).

## Risultati

### Massime  competizioni
Olimpiadi
| Edizione            | Piazzamento | G | V | P | S |
| ------------------- | ----------- | - | - | - | - |
| Sydney 2000         | Argento     | 7 | 4 | 1 | 2 |
| Atene 2004          | Bronzo      | 5 | 3 | 0 | 2 |
| Pechino 2008        | Argento     | 7 | 5 | 0 | 2 |
| Londra 2012         | Oro         | 6 | 5 | 1 | 0 |
| Rio de Janeiro 2016 | Oro         | 6 | 6 | 0 | 0 |
| Tokyo 2020          | Oro         | 7 | 6 | 0 | 1 |
| Parigi 2024         | 4º posto    | 7 | 4 | 0 | 3 |

Mondiali
| Edizione        | Piazzamento | G | V | P | S |
| --------------- | ----------- | - | - | - | - |
| Madrid 1986     | Bronzo      | 6 | 3 | 1 | 2 |
| Perth 1991      | Bronzo      | 5 | 3 | 0 | 2 |
| Roma 1994       | 4º posto    | 7 | 4 | 1 | 2 |
| Perth 1998      | 8º posto    | 8 | 2 | 1 | 5 |
| Fukuoka 2001    | 4º posto    | 8 | 5 | 1 | 2 |
| Barcellona 2003 | Oro         | 6 | 6 | 0 | 0 |
| Montréal 2005   | Argento     | 7 | 4 | 1 | 2 |
| Melbourne 2007  | Oro         | 6 | 6 | 0 | 0 |
| Roma 2009       | Oro         | 6 | 6 | 0 | 1 |
| Shanghai 2011   | 6º posto    | 6 | 3 | 1 | 2 |
| Barcellona 2013 | 5º posto    | 7 | 6 | 0 | 1 |
| Kazan' 2015     | Oro         | 7 | 6 | 0 | 1 |
| Budapest 2017   | Oro         | 6 | 6 | 0 | 0 |
| Gwangju 2019    | Oro         | 6 | 6 | 0 | 0 |
| Budapest 2022   | Oro         | 6 | 6 | 0 | 0 |
| Fukuoka 2023    | 5º posto    | 4 | 3 | 0 | 1 |
| Doha 2024       | Oro         | 6 | 6 | 0 | 0 |
| Singapore 2025  | 4º posto    | 6 | 4 | 0 | 2 |

### Altre
Giochi panamericani
- Winnipeg 1999:
- Santo Domingo 2003:
- Rio de Janeiro 2007:
- Guadalajara 2011:
- Toronto 2015:
- Lima 2019:
- Santiago del Cile 2023:

Coppa del Mondo
- Merced 1979:
- Breda 1980:
- Brisbane 1981: 4º posto
- Sainte-Foy 1983:
- Irvine 1984:
- Christchurch 1988: 4º posto
- Eindhoven 1989:
- Long Beach 1991:
- Catania 1993: 5º posto
- Sydney 1995: 6º posto
- Nancy 1997: 7º posto
- Winnipeg 1999: 6º posto
- Perth 2002:
- Tientsin 2006: 4º posto
- Christchurch 2010:
- Chanty-Mansijsk 2014:
- Surgut 2018:
- Long Beach 2023:

World League
- Long Beach 2004:
- Kiriši 2005: 5º posto
- Cosenza 2006:
- Montréal 2007:
- Tenerife 2008:
- Kiriši 2009:
- La Jolla 2010:
- Tianjin 2011:
- Changshu 2012:
- Pechino 2013:
- Kunshan 2014:
- Shangai 2015:
- Shangai 2016:
- Shangai 2017:
- Kunshan 2018:
- Budapest 2019:
- Atene 2021:
- Tenerife 2022:

### Competizioni giovanili
- Universiadi: 1

2017
- Campionato mondiale U20: 5

2001, 2005, 2013, 2015, 2025
- Campionato mondiale U18: 2

2014, 2022

## Formazioni

### Olimpiadi
Giochi olimpici - Sydney 20001 Orwig, 2 Petri, 3 Lorenz, 4 Villa, 5 Estes, 6 Simmons, 7 O'Toole, 8 Swail, 9 Moody, 10 Beauregard, 11 Payne, 12 Sheehy, 13 Johnson, CT: Guy Baker
Giochi olimpici - Atene 20041 Frank, 2 Petri, 3 Lorenz, 4 Villa, 5 Estes, 6 Golda, 7 Dingeldein, 8 Rulon, 9 Moody, 10 Beauregard, 11 Stachowski, 12 Payne, 13 Munro, CT: Guy Baker
Giochi olimpici - Pechino 2008Armstrong · Petri · Hayes · Villa · Wenger · Golda · Cardenas · Steffens · Windes · Gregorka · van Norman · Craig · Hipp, CT: Guy Baker
Giochi olimpici - Londra 2012Armstrong · Petri · Seidemann · Villa · Wenger · M. Steffens · J. Steffens · Mathewson · Windes · Rulon · Dries · Craig · Anae, CT: Adam Krikorian
Giochi olimpici - Rio de Janeiro 20161 Hill, 2 Musselman, 3 Seidemann, 4 Fattal, 5 Clark, 6 Steffens, 7 Mathewson, 8 Neushul, 9 A. Fischer, 10 Gilchrist, 11 M. Fischer, 12 Craig, 13 Johnson, CT: Adam Krikorian
Giochi olimpici - Tokyo 2020Johnson · Musselman · Seidemann · Fattal · Hauschild · Steffens · Haralabidis · A. Fischer · Gilchrist · M. Fischer · Williams · Longan, CT: Adam Krikorian

### Altre
- World Cup - Merced 1979 -  Oro:

Lynn Comer, Laura Cox, Dion Dickinson, Vaune Kadlubek, Debby Kemp, Simone La Lay, Marsha McCuen-Kavanagh, Sue McIntyre, Maureen O'Toole, Sallie Thomas, Lyn Taylor.
Campionato mondiale - Madrid 1986Sterkel, Gascon, Lapay, Kadlubek, Gray, Smith, Comer, O'Toole-Mendoza, Wittstock, Laughlin, Breckon, Taylor, Kolding, CT: Sandra Nitta
Campionato mondiale - Perth 1991Breckon, K. Billish, Vessey, Wilkie, E. Billish, Wittstock, Corstorhine, Kelly, Hodge, Hernandez, Drury, O'Toole-Mendoza, Miranda, CT: Sandra Nitta
Campionato mondiale - Roma 1994Kramer, Dailey, Alatorre, Patullo, Billish, Reiton, Sheehy, Kelly, O'Toole-Mendoza, Swail, McElhaney, Doan, Wittstock, CT: Sandra Nitta
Campionato mondiale - Perth 1998Moody, Villa, Kohler, Johnson, Payne, Kelly, Swail, Simmons, Scott, O'Toole-Mendoza, Wittstock, von Hartizsch, Doan, CT: Sandra Nitta
Campionato mondiale - Fukuoka 2001Dingeldein, Johnson, Sheehy, Lorenz, Simmons, Payne, von Schwarz, Moody, Stachowski, Villa, Petri, Orwig, CT: Guy Baker
- Mondiali - Barcellona 2003 -  Oro:

Robin Beauregard, Margaret Dingeldein, Gabrielle Domanic, Ellen Estes, Jacqueline Frank, Natalie Golda, Ericka Lorenz, Heather Moody, Heather Petri, Nicolle Payne, Amber Stachowski, Brenda Villa.
Campionato mondiale - Montréal 2005Wawrzynski, Wenger, Petri, Hipp, van Norman, Lorenz, Golda, Rulon, Kunkel, Figge, Munro, Feher, Villa, CT: Heather Moody
Campionato mondiale - Melbourne 20071 Armstrong, 2 Petri, 3 Lorenz, 4 Villa, 5 Wenger, 6 Golda, 7 Cardenas, 8 Hayes, 9 Windes, 10 Gregorka, 11 van Norman, 12 Craig, 13 Hipp, CT: Guy Baker
Campionato mondiale - Roma 20091 Armstrong, 2 Petri, 3 Hayes, 4 Villa, 5 Wenger, 6 Gandy, 7 Rulon, 8 Steffens, 9 Windes, 10 Gregorka, 11 van Norman, 12 Craig, 13 Komer, CT: Adam Krikorian
- Giochi panamericani - Guadalajara 2011 -  Oro:

Anae Tumuaialii, Elizabeth Armstrong, Kameryn Craig, Annika Dries, Courtney Mathewson, Heather Petri, Kelly Rulon, Melissa Seidemann, Jessica Steffens, Margaret Steffens, Brenda Villa, Lauren Wenger, Elsie Windes. CT: Adam Krikorian.
Campionato mondiale - Shanghai 20111 Armstrong, 2 Petri, 3 Seidemann, 4 Villa, 5 Wenger, 6 M. Steffens, 7 Mathewson, 8 J. Steffens, 9 Windes, 10 Rulon, 11 Dries, 12 Craig, 13 Anae, CT: Adam Krikorian
Campionato mondiale - Barcellona 20131 Armstrong, 2 Silver, 3 Seidemann, 4 Fattal, 5 Clark, 6 Steffens, 7 Mathewson, 8 Neushul, 9 Kraus, 10 Rulon, 11 Dries, 12 Craig, 13 Anae, CT: Adam Krikorian
- Mondiali - Kazan' 2015 -  Oro:

Samantha Hill, Madeline Musselman, Melissa Seidemann, Rachel Fattal, Alys Williams, Maggie Steffens, Coutrney Mathewson, Kiley Neushul, Ashley Grossman, Kaleigh Gilchirst, Makenzie Fischer, Kameryn Craig, Ashleigh Johnson. CT: Adam Krikorian
- Mondiali - Budapest 2017 -  Oro:

Gabrielle Stone, Madeline Musselman, Melissa Seidemann, Rachel Fattal, Paige Hauschild, Maggie Steffens, Jordan Raney, Kiley Neushul, Aria Fischer, Jamie Neushul, Makenzie Fischer, Alys Williams, Amanda Longan. CT: Adam Krikorian
Campionato mondiale - Gwangju 20191 Longan, 2 Musselman, 3 Seidemann, 4 Fattal, 5 Hauschild, 6 Steffens, 7 Haralabidis, 8 Neushul, 9 A. Fischer, 10 Gilchirst, 11 M. Fischer, 12 Williams, 13 Johnson, CT: Adam Krikorian
Campionato mondiale - Budapest 20221 A. Johnson, 2 Musselman, 3 Prentice, 4 Fattal, 5 A.E. Johnson, 6 Steffens, 7 Haralabidis, 8 Neushul, 9 Mammolito, 10 Gilchirst, 11 Weber, 12 Raney, 13 Longan, CT: Adam Krikorian
Campionato mondiale - Fukuoka 20231 Johnson, 2 Musselman, 3 Prentice, 4 Fattal, 5 Flynn, 6 Steffens, 7 Roemer, 8 Neushul, 9 Ausmus, 10 Gilchirst, 11 Weber, 12 Raney, 13 Longan, - Sekulic, - Woodhead, CT: Adam Krikorian

## Riconoscimenti
- Squadra dell'anno FINA: 2015, 2016, 2017, 2018, 2019